# Wspólnota Wyzwolenia Ukrainy
Wspólnota Wyzwolenia Ukrainy (SWU) – ukraińska emigracyjna organizacja społeczno-polityczna, założona w 1952 w Niemczech.
Twórcami organizacji byli w większości działacze społeczni pochodzący z Naddnieprza, uważający się za ideowych następców Związku Wyzwolenia Ukrainy (również skrót nazwy - SWU  nawiązywał do tej organizacji).
Początkowo organizacja współpracowała z Zagranicznymi Formacjami OUN, wkrótce potem przyjęła program konserwatywny. W 1958 do SWU przyłączyła się Ukraińska Gwardia Narodowa Tarasa Borowcia. Od 1959 siedziba organizacji znajdowała się w Nowym Jorku w USA, z oddziałami w innych krajach.
SWU składała się z Zarządu Głównego, Prezydium Światowej Rady oraz Zarządów Krajowych (w 17 krajach) i Ośrodków. Współpracowała z antykomunistyczną organizacją "Amerykanie za wyzwoleniem zniewolonych narodów", brała udział w jej zjazdach i manifestacjach.
Organem SWU był nieregularny magazyn "Misija Ukrajiny".

## Przewodniczący SWU
- W. Pluszcz 1952-1959
- O. Kałynyk 1959- 1964
- W. Kowal 1964-?
- Taras Boroweć
- D. Jarko
- I. Marczenko
- N. Pawłuszkow